# Hvězdy nám nepřály
Hvězdy nám nepřály, v anglickém originále The Fault in Our Stars, je kniha amerického spisovatele Johna Greena vydaná v lednu 2012. Příběh vypráví o šestnáctileté dívce trpící rakovinou jménem Hazel, kterou její rodiče nutí, aby chodila na setkání podpůrné skupiny, kde se následně potkává a zamiluje do sedmnáctiletého Augusta Waterse, bývalého hráče basketbalu, který v minulosti také trpěl rakovinou.
Název knihy je inspirován známou citací z Shakespearovy hry Julius Caesar (První jednání, scéna druhá), kde Cassius říká: "Chyba, drahý Brute, není v našich hvězdách, ale v nás samotných, že jsme poskoci".

## Obsah knihy
Příběh se odehrává v Indianapolis v Indianě, kde se šestnáctiletá Hazel Grace Lancaster neochotně, na přání její matky, účastní setkání podpůrné skupiny pro pacienty s rakovinou. Kvůli rakovině musí používat přenosný zásobník kyslíku, aby mohla správně dýchat. Při jednom ze setkání jí do oka padne dospívající chlapec a dozví se, že jeho jméno je Augustus Waters. Augustus je zde, aby podpořil jejich společného kamaráda Izáka, kterému muselo být pro nádor odstraněno nejdříve jedno oko a pak i to druhé. Po konci setkání Augustus přistoupí k Hazel a řekne jí, že vypadá jako Natalie Portman ve filmu V jako Vendeta. Zároveň ji pozve k sobě domů na sledování filmu a během toho si povídají o zkušenostech s rakovinou. Hazel prozrazuje, že má rakovinu štítné žlázy, která se jí rozšířila do plic. Augustus měl rakovinu kostní dřeně, nyní je již vyléčen, ale za tu cenu, že mu byla amputována noha. Předtím, než Augustus odveze Hazel domů, se dohodnou, že si přečtou oblíbené knihy toho druhého, Augustus dává Hazel Cenu úsvitu a Hazel mu naopak doporučí Císařský neduh.
Hazel vysvětluje důležitost Císařského neduhu, je to kniha o dívce jménem Anna, která má rakovinu, popisuje její život a končí v polovině věty, což čtenáři nedává jasný konec o konci této postavy. Hazel spekuluje rovněž o tajemném autorovi knihy, Peterovi Van Houtenovi, který po vydání knihy odletěl do Amsterdamu a od té doby o něm nebylo vůbec slyšet. Hazel mu psala i dopisy, ale na žádný jí neodpověděl.
Týden po jejich diskuzi nad literárním významem Císařského neduhu Augustus prozradí, že zkontaktoval Van Houtenovu asistentku Lidewij a ona zprostředkovala emailovou konverzaci mezi ním a tajemným autorem. Augustus Hazel ukáže Van Houtenovu odpověď a ona připraví seznam otázek ohledně knihy a doufá, že se jim tím podaří rozluštit nejednoznačný závěr románu, nejvíce ji zajímá osud Anniny matky. Myslí si, že když Annina matka přežije smrt své dcery, tak i její vlastní rodiče budou v pořádku poté, co Hazel zemře. Van Houten jí nakonec odpovídá, že by jí její otázky mohl odpovědět pouze osobně a pozve ji, ať se u něj staví, pokud se někdy objeví v Amsterdamu. Augustus krátce poté pozve Hazel na piknik, který je v nizozemském stylu, a odhalí zde, že využil nabídky charitativní organizace, která plní přání dětí s rakovinou: oba dva pojedou do Amsterdamu, aby se setkali s Van Houtenem. Hazel je nadšená, ale když se Augustus dotkne její tváře, tak se z nějakého důvodu cítí váhavě. Postupem času si uvědomí, že ho má velice ráda, ale ví, že ho velice zraní, až zemře. Sama sebe přirovnává ke granátu.
Uprostřed boje svých citů začne Hazel trpět vážnými příznaky, kdy se její plíce neustále plní vodou a ona musí zůstat v nemocnici na jednotce intenzivní péče. Když je propuštěna do domácí péče, tak se dozvídá, že Augustus v té době nikdy neopustil čekárnu nemocnice. Přináší jí další dopis od Van Houtena, tentokráte více osobní a šifrovanější než ten poslední. Po přečtení dopisu je Hazel více než přesvědčená, že se musí vydat do Amsterdamu, ale naráží na problém, protože její rodiče a lékaři si myslí, že Hazel není na cestování dostatečně silná. Situace se zdá beznadějná; ale pak jeden z lékařů nejvíce obeznámený s jejím případem, Dr. Maria, přesvědčí její rodiče, že Hazel musí cestovat, protože potřebuje žít svůj život.
Je naplánováno, že do Amsterodamu pojede August, Hazel a její matka. Když se však Hazel a Augustus setkají s Van Houtenem, tak místo vytříbeného génia objeví zlého rázného opilce, který tvrdí, že nemůže odpovědět na žádnou z Hazeliných otázek. Ti dva opouštějí Van Houtena v naprostém zklamání a doprovází je jeho asistentka Lidewij, která je Van Houtenovým chováním zděšena a doporučí jim návštěvu domu Anny Frankové. Zde se na konci prohlídky Augustus s Hazel políbí za potlesku všech návštěvníků. Vrací se zpět do hotelu, kde se poprvé a naposledy pomilují.
Následující den Augustus přizná, že zatímco Hazel byla v nemocnici, tak on byl na počítačové tomografii a zjistilo se, že jeho rakovina se vrátila a rozšířila se všude po jeho těle. Vrací se do Indianapolis a Hazel si uvědomuje, že nyní tím granátem je Augustus. Tím, jak se jeho stav zhoršuje, tak se čím dál tím méně projevuje jeho typický šarm a jistota. Stane se zranitelným a vystrašeným, ale v Hazelině mysli zůstane navždy jako nádherný kluk. Když dojde k této změně, tak mu přestane říkat Augustus a začne se na něj odkazovat jako na Guse, stejně jako jeho rodiče. Hazel poznává, že ho nyní miluje ještě více, než kdy předtím. Jeho stav se však rychle zhoršuje. Ve svých posledních dnech Augustus zorganizuje pro sebe předčasný pohřeb, kde Izák a Hazel mají oslavný proslov. Hazel si vypůjčí citát od Van Houtena o větších a menších nekonečnech. Říká, jak moc ho miluje a že by krátký čas, který strávili spolu, nevyměnila za nic na světě.
Augustus za osm dní od tohoto okamžiku umírá. Hazel je překvapena, když na pohřbu vidí Van Houtena, který jí vysvětlí, že on a Gus udržovali korespondenci a že Augustus po Van Houtenovi požadoval, aby vykompenzoval zničený výlet do Amsterdamu tím, že přijde na jeho pohřeb a setká se s Hazel. Van Houten lehce odhaluje osud Anniny matky, ale Hazel už nemá zájem to slyšet.
O několik dní později Izák řekne Hazel, že Augustus pro ni něco psal. Naznačil něco ohledně psaní pokračování Císařského neduhu, Hazel chce stránky najít a tak se ještě jednou setkává s Vah Houtenem. Ten je opilý a řekne jí, že Anna bylo jméno jeho dcery, která zemřela na rakovinu v osmi letech. Císařský neduh byla pro něj snaha vyrovnání se se smrtí své dcery. Hazel řekne Van Houtenovi, aby vystřízlivěl a napsal další knihu.
Hazel se dozví, že ty stránky poslal Augustus Van Houtenovi, protože chtěl, aby je Van Houten použil při psaní oslavné řeči o Hazel. Lidewij donutí Van Houtena si ty stránky přečíst a posílá je Hazel. Kniha končí, když Hazel čte Augustova slova, kde říká, že v tomto světě je nevyhnutelné být zraněn, ale je na nás, abychom si vybrali, komu dovolíme, aby nás ranil, a on, že je se svou volbou spokojený. Doufá, že ona bude se svou volbou také. Poslední slova knihy pochází od Hazel, která praví, že ano.

## Filmové zpracování
V lednu 2012 filmová společnost Fox 2000 zakoupila práva k filmu a 19. února 2013 bylo oznámeno, že film bude režírovat Josh Boone a v hlavních rolích se objeví Shailene Woodley, Ansel Elgort a Nat Wolff. Film měl premiéru dne 6. června 2014 a stal se úspěšným jak u kritiků, tak i na pokladnách kin.

## Audiokniha
V roce 2015 byl vydán román i jako audiokniha. Augusta Waterse ztvárnil Matouš Ruml, Hazel Grace Veronika Kubařová.